# Luzmila Chiricente Mahuanca
Luzmila Chiricente Mahuanca (Cushiviani, distrito de Río Negro, provincia de Satipo, departamento de Junín, Perú) es una dirigente peruana asháninka, activista por los derechos humanos de las poblaciones amazónicas, fundadora y presidenta de la Federación Regional de Mujeres Indígenas Asháninkas, Nomatsiguengas y Kakintes de la Selva Central (FREMANK), y miembro del Consejo de Reparaciones a las víctimas del conflicto armado interno.

## Trayectoria

### Actividades sociales y políticas
En 1972, comenzó a participar en la vida pública de su comunidad, donde fue reconocida y aceptada como dirigente local y posteriormente regional y nacional. Fue una de las primeras mujeres que accedieron a cargos estratégicos en las organizaciones indígenas, defendiendo los derechos de los pueblos asháninka, nomatsiguenga y kankinte. Trabajaba en el Club de Madres y era la secretaria de la Junta Directiva Comunal desde donde luchó por conseguir una escuela primaria, un consultorio médico y un local comunitario, con el apoyo de las familias de Cushiviani que le facilitaron los espacios necesarios.

Peru - Departamento de Junín

En 1983, comenzó a coordinar la actividad de las mujeres de la cuenca de río Tambo, siendo elegida como vicepresidenta de la Federación de Comunidades nativas campas-ashaninka (FECONACA), trabajando por el derecho de participación y consulta a los pueblos indígenas sobre el desarrollo regional y local y favoreciendo la participación de las mujeres indígenas. Un aspecto importante a destacar es el interés desarrollado por la salud intercultural, mediante talleres de capacitación a líderes, lideresas y autoridades de las comunidades nativas de la cuenca del río Tambo.
Siguió participando en las actividades públicas de su comunidad en un periodo del conflicto armado interno de Perú, en el que los hombres temían ser asesinados por los militares del grupo terrorista Sendero Luminoso.Ella misma estuvo amenazada de muerte y en 1988 secuestraron a uno de sus cinco hijos, Juan, quien tenía 14 años, sin que hasta la fecha haya aparecido.Implicada en la consecución de la paz en su país personalmente y como dirigente regional, participó en la lucha contra la subversión y en la organización de manifestaciones por la paz en Satipo, juntamente con las acciones del Estado y de organizaciones de la sociedad civil, como el Centro Amazónico de Antropología y Aplicación Práctica (CAAAP), el Instituto de Defensa Legal (IDL), el Centro de Investigación para la Amazonía (CIPA), el Centro de la Mujer Peruana Flora Tristán, entre otros. Colaboró con diferentes instituciones nacionales e internacionales (CAAAP, IDL, Cruz Roja, PROMUDEH, CIPA, ACPC, ONEP, representante de la ONU, DED) para realizar talleres, misiones de recuperación de cautivos de los campos senderistas y conferencias.
En 1995, acompañó al representante de las Naciones Unidas, Francis Deng, en su visita a la selva central. A partir de este momento, fue el contacto de organizaciones estatales y ONG para apoyar sus actividades en las comunidades ashaninka y nomatsiguenga. 
En 1996, inició una serie de visitas por las comunidades de Pangoa y del río Tambo para contribuir a la formación y capacitación las mujeres en todo lo referente a sus derechos y, también, sobre los derechos de los niños, las niñas y los y las jóvenes. Otro objetivo de estos recorridos era la transmisión de sus conocimientos sobre la protección de los territorios comunales. También contribuyó a la creación de oficina de la Defensoría del Pueblo para Asuntos Indígenas en Satipo.
En 1999, fundó la Federación Regional de Mujeres Indígenas Ashaninkas, Nomatsiguengas y Kakintes (FREMANK), tiene influencia en 44 comunidades y anexos de cinco distritos de la selva central del Perú, su labor se centra en la lucha contra la violencia doméstica, la desnutrición infantil, y la defensa del territorio de las invasiones de colonos, madereros y petroleras.
Entre 2002 y 2003, participó en los trabajos de la Comisión de la Verdad y Reconciliación (CVR) en la provincia de Satipo, acompañando a los encuestadores y traduciendo los testimonios recogidos, siendo nombrada en 2012 miembro del Consejo de Reparaciones, y ha ayudado a la elaboración de la documentación de miles de nativos y de colonos para su inscripción en el Registro Único de Víctimas.
Ha sido facilitadora en los talleres “Proceso de Desarrollo Local y las Bases”, los talleres “Fortalecimiento de las capacidades de la organización indígena para la defensa territorial y crear capacidades de base para el manejo de conflictos”, facilitadora en el “Foro Zonal Familia Arahuac Selva Central”, en el Taller “En búsqueda de la Paz, derechos consuetudinario y derechos humanos: experiencias Asháninkas” y también, facilitadora y traductora en talleres electorales para pueblos indígenas en los distritos de Río Tambo y Río Negro. Algunos de estos talleres han sido organizados y financiados en colaboración con el Banco Mundial.
Además de Chiricente, Elsa Casancho Peralta, Abelina Ampinti Shiñungari y Ketty Marcelo López son lideresas en sus comunidades donde impulsaron organizaciones para defender los derechos de las mujeres de la selva central en Perú para luchar contra el machismo que aún persiste. A pesar de las dificultades de comunicación entre las diferentes comunidades, debido a que su ubicación en el territorio las sitúa a kilómetros de distancia, Chiricente coordinó a las mujeres como podía. Utilizaba canoas con pequeños motores y camionetas para hacer llegar los oficios y demás comunicaciones. Posteriormente se modernizaron y empezaron a utilizar la tecnología, aunque todavía tienen dificultades técnicas por la lejanía de algunos territorios.Tras la pandemia de la COVID-19 durante los años 2020 y 2021 se debilitaron sus lazos, ya que se esforzaron el cuidar la salud de sus familias y comunidades, a la vez que pusieron a prueba los conocimientos de medicina ancestral.

### Participación en conferencias nacionales e internacionales
Ha participado en conferencias, congresos y encuentros a nivel regional, nacional e internacional, algunos de ellos:
- Formó parte de la delegación peruana enviada a Madrid en noviembre de 2013, en el marco del proyecto «Gobernabilidad democrática local: Fortalecimiento de capacidades y habilidades para una gestión municipal inclusiva con visión intercultural».[7][8]
- “II Encuentro de Mujeres Rurales de América Latina y el Caribe”, en representación de las mujeres indígenas de la Selva Central, Departamento de Junín, en Tlaxcala. México, 2005.[9]
- Encuentro Internacional de Mujeres de la foresta Amazónica, mujer medio ambiente y desarrollo, Río Blanco, Brasil, junio de 1998
- Reunión de Instancia consultiva Indígena, Fondo de desarrollo de los Pueblos indígenas de América Latina y el Caribe, Nicaragua, 1998.
- Taller de Salud Indígena, Villa María Winnipeg, Canadá, 1993.[10]
- Conferencia de Intercambio de conocimientos sobre «Medicina tradicional de pueblos indígenas», Organización Panamericana de la Salud - OPS, Canadá, 1992
- «Participación Política de los Pueblos Quechuas y Shuar», Quito, Ecuador, 1992
- Conferencia «Narcotráfico y Comités de Autodefensa Asháninka», Bogotá, Colombia, 1992
- Conferencia sobre «Los Derechos Humanos de los Pueblos Indígenas», España 1990 -1991.

## Cargos
- Desde 2012 es miembro del Consejo de Reparaciones a las Víctimas del conflicto armado.
- En 2000 fue la promotora electoral para los pueblos indígenas de la ONPE de la provincia de Chanchamayo.
- Presidenta de la Federación Regional de Mujeres Indígenas Ashaninkas, Nomatsiguengas y Kakintes de la Selva Central (FREMANK) desde su fundación en 1999. Como representante de la FREMANK ha participado en diferentes instancias regionales:
  - Miembro del Concejo regional de coordinación de Junín (CONCOREJ) en representación de las mujeres y pueblos indígenas, período 2005 - 2006.
  - Miembro del Concejo de la mujer, como fiscal y acreditada por el Gobierno Regional Junín.
  - Presidenta del Consejo Regional de la Mujer, 2005-2006, Huancayo.
  - Coordinadora de la Mesa de Diálogo de la Mujer en la Provincia de Satipo acreditada por el Gobierno Regional Junín.
  - Subsecretaria de la oficina de Desarrollo del Pueblo Asháninka de la Municipalidad Distrital del Río Negro provincia de Satipo 2003 - 2006.
- Secretaria asuntos femeninos entre 1995 y 1998 del Consejo de Unificación Indígena de la Selva Central (CONISEC).
- Desde 2002, miembro de la Red de facilitadoras indígenas y afroperuanas (REFIAP).[11]
- Delegada del Consejo Nomatsiguenga y ashaninka de Pangoa (CONOAP) entre 1993 y 1995.
- Vicepresidenta de la Federación de Comunidades Nativas Campa-Ashaninka (FECONACA), entre 1986-1993

- Presidenta de su comunidad, entre 1988 y 1995
- Secretaria de Asuntos Femeninos de la Confederación de Nacionalidades Amazónicas del Perú (CONAP) nombrada en 1987 permaneciendo en el cargo hasta 1995.

## Premios y reconocimientos
Luzmila Chiricente Mahuanca ha recibido el reconocimiento a su trabajo humanitario y desinteresado por defender los derechos cívicos y humanos de los indígenas, por contribuir a mejorar sus condiciones de vida y a salir de la pobreza; y también por su valiente trabajo social durante la guerra interna (de IDL, de Asociación Pro Derechos Humanos ( APRODEH), de la Defensoría del Pueblo, de Amnistía internacional, del Ministerio de la Mujer de Perú):
- En 2014 recibió la distinción de «Personalidad Meritoria de la Cultura» del Ministerio de la cultura del Perú, por su defensa de los derechos culturales del pueblo asháninka.[12][13][14]

- Premio por La Paz 2007 en reconocimiento a su labor de promoción de capacitación, sensibilización y participación política de la mujer indígena en el ejercicio de sus derechos como ciudadanas en las elecciones municipales y regionales. Así como por el trabajo de protección a su etnia durante el conflicto armado en el Perú entre 1980 y 2000.[15]

- En 2006 recibió el título de Personalidad Meritoria, otorgado por el Ministerio de Cultura de Perú, dentro de los actos de celebración del Día Internacional de la Mujer, que distingue a las mujeres que han tenido una aportación destacada en el arte, la educación, la investigación y el activismo cultural y político.[16]